# Peptidmustercharakterisierung
Die Peptidmustercharakterisierung ist eine in pharmazeutischen Laboratorien übliche Analysenmethode zur Identitätsprüfung für Proteine. Insbesondere ist die Methode geeignet für solche Proteine, die durch DNA-rekombinationstechnische Verfahren hergestellt wurden. Das Verfahren umfasst die chemische oder enzymatische Behandlung eines Proteins. Die sich dabei bildenden Peptidfragmente werden anschließend reproduzierbar getrennt und dann identifiziert.
Die Peptidmustercharakterisierung erlaubt die Erkennung fast jedes einzelnen Aminosäure-Tauschs, der z. B. durch Fehler beim Ablesen der komplementären DNA-(cDNA-)Sequenzen oder durch Punktmutationen eintrat. Die Methode ist ein vergleichendes Verfahren, die erhaltenen Informationen wird verglichen mit einer analog behandelten Referenzsubstanz. So kann eine möglicherweise vorliegende Strukturveränderung des untersuchten Proteins erkannt und die Gleichförmigkeit verschiedener Chargen eines industriellen Herstellungsverfahrens geprüft werden.